# Pavlína Němcová
Pavlína Němcová-Bakarová (* 18. února 1972 Děčín) je česká modelka, filmová herečka a producentka, která se stala tváří řady zahraničních firem. Pracovala mimo jiné pro Christian Dior, Cartier či Yves Saint Laurent, stala se tváří pro kosmetickou kampaň firmy Lancaster a objevila se na stránkách časopisů Elle, Cosmopolitan, Marie Claire a Vogue.

## Dětství
Narodila se 18. února 1972 v Děčíně, kam byli rodiče vysláni tehdejší vládou. Její matka Věra byla učitelka ruštiny a dějepisu a otec Miroslav byl ředitelem na Státní plavební správě a posléze ředitelem odboru plavby na Federálním Ministerstvu Dopravy a po rozdělení ČSFR na Ministerstvu Dopravy české republiky. V dětství se věnovala lyžování, gymnastice a baletu.

## Profesní život
S modelingem začínala v šestnácti letech společně s krajankou Evou Herzigovou, ale původně kariéru v modelingu neplánovala. Po účasti v castingu pro francouzskou agenturu Elite se ještě před maturitou rozhodla využít její nabídky a odjela do Paříže. Dodržela ale slib daný rodičům a při práci modelky vystudovala práva na Sorbonně. Po čase se přestěhovala do New Yorku a absolvovala tam hereckou školu v Actors’ Studiu.
Poté se věnovala herectví více než modelingu. Snažila se uplatnit také jako filmová herečka v sídle amerického filmového průmyslu Hollywoodu. Menší roli si zahrála ve filmu Princ a já 2 (v originále Prince & Me II: The Royal Wedding, 2006), The Writer (tj. „Spisovatel“ 2013), nebo v televizním filmu Útek z Colditzu (2005). Hrála také ve francouzském filmu Edith Piaf (2007) nebo Modern Love (tj. „Moderní láska“, 2008) a v česko-italské adaptaci stejnojmenného románu Michala Viewegha Případ nevěrné Kláry (2009). V roce 2008 založila produkční společnost ICONE PRODUCTION.
V Česku se v roce 2012 účastnila pátého ročníku taneční soutěže Star Dance. Do Česka se natrvalo vrátila v roce 2017. Účinkovala v televizním seriálu Ordinace v růžové zahradě a zahrála si ve filmech Přítelkyně (2022) a Po čem muži touží 2 (2022). Postupně se vrátila také ke kariéře modelky. Ve svých 51 letech se po více než 25 letech vrátila na přehlídkové molo. Pro svou přehlídku si ji vybral jako hlavní hvězdu módní návrhář Lukáš Macháček.
Navrhuje také šperky, které produkuje pod značkou Gioia. Dále je propagátorkou metody udržování pleti pomocí liftingových masáží a založila salón Face Concept. Nejnověji se zabývá interiérovým designem.

## Dobročinnost
Působí jako ambasadorka udržitelných cílů Asociace společenské odpovědnosti k nimž patří různé aktivity, jako je pomoc lidem trpícím hladem, boj za rovnost mezi pohlavími a rasami, nebo podpora ekologických iniciativ. Byla zvolena ambasadorkou pro oblast průmyslu, inovací a infrastruktury.
Založila také vlastní nadaci Šance Pavlíny Němcové, která se stará o vzdělávání dětí z dětských domovů, poskytuje finanční podporu na školné, internáty, různé kroužky nebo získání řidičského průkazu.

## Osobní život
Po dvou letech po příchodu do Paříže se provdala a přivedla na svět syna Alaina. Manžel požádal o rozvod a získal syna do výhradní péče, protože francouzské soudy považovaly kariéru modelky za nejistou a matku cizinku za příliš mladou. O své kariéře uvedla: „Modeling nebyla moje meta, ale paradoxně jsem se k tomu vrátila, když synovi byly 2 roky. Byla to jediná možnost, jak si v cizí zemi vydělat peníze, a zároveň se soudit o naše dítě.“ Z rodinných důvodů odmítala pracovní nabídky do vzdálených destinací včetně Ameriky. Ve čtrnácti letech si syn zákonně zvolil možnost trvale žít s matkou. V roce 2020 se vrátil z Paříže do Prahy.
Pavlína Němcová mluví plynně pěti jazyky – česky, anglicky, francouzsky, německy a rusky.

## Filmografie
| Rok  | Název                  | Role                | Poznámka                                                     |
| ---- | ---------------------- | ------------------- | ------------------------------------------------------------ |
| 1999 | Chambre n° 13          |                     | francouzsky, seriál, díl: Chair en vie                       |
| 2001 | No, Not Now            | ztracená dívka      | krátkometrážní                                               |
| 2003 | Salome's Kiss          | žena                | krátkometrážní, spoluproducentka (v titulcích Paulina Rocio) |
| 2003 | Metamorphosis          |                     | krátkometrážní, dánsky                                       |
| 2005 | Útěk z Colditzu        | Švýcarka v baru     | neuvedena v titulcích                                        |
| 2006 | Princ a já 2           | princezna Gabrielle | DtV film                                                     |
| 2007 | Edith Piaf             | americká novinářka  | francouzsky                                                  |
| 2007 | Krvavá laguna          |                     | anglicky                                                     |
| 2008 | Modern Love            | Ingrid              | francouzský tv film                                          |
| 2008 | Cellule Identité       | dívka na golfu      | francouzský seriál, díl: Félix                               |
| 2008 | La Guerre des miss     | Olga                | francouzsky                                                  |
| 2009 | Případ nevěrné Kláry   | Ruth                |                                                              |
| 2010 | Das Geheimnis der Wale | Dr. Karuna          | německý tv film                                              |
| 2012 | The Writer             | Paully              | anglicky, francouzsky                                        |
| 2013 | Girls of New York      |                     |                                                              |
| 2021 | Krása na prodej        |                     | dokument                                                     |
| 2022 | Přítelkyně             |                     |                                                              |
| 2022 | Po čem muži touží 2    | lékařka             |                                                              |